# Marco Carelli

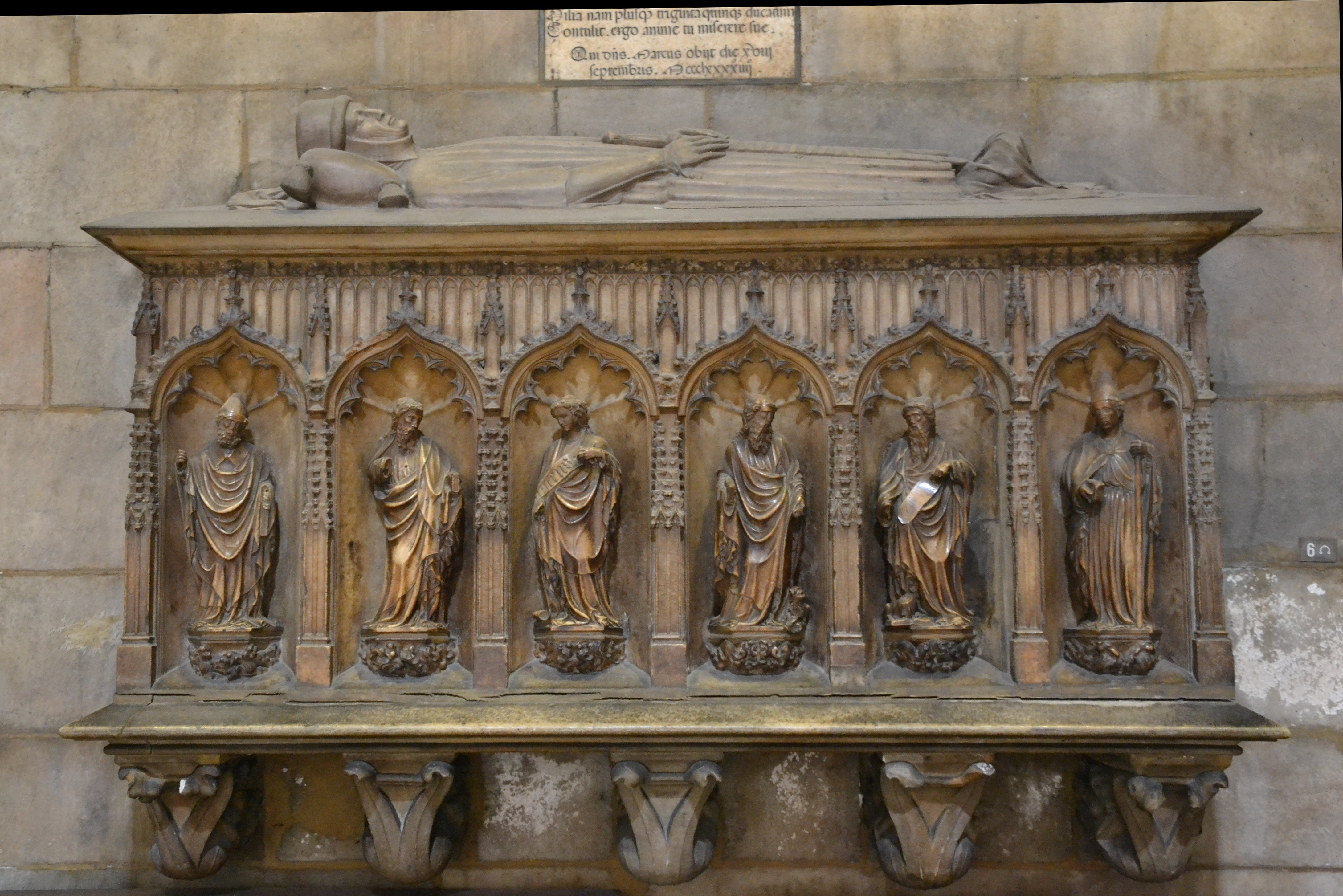
Tomba di Marco Carelli, Milano, Duomo.

Marco Carelli (Milano, 1320/25 – Venezia, 18 settembre 1394) è stato un mercante, banchiere e filantropo italiano.

## Biografia
Appartenente ad una delle più importanti famiglie di mercanti milanesi del XIV secolo impegnate del commercio della lana, Marco Carelli seppe diversificare i propri investimenti a tal punto da dare un orizzonte internazionale ai propri commerci e da essere coinvolto dalla politica e dalla diplomazia viscontea – prima con Bernabò ed in seguito con Gian Galeazzo – in particolare nella gestione dei rapporti con la Repubblica di Venezia per l'approvvigionamento di sale. A Venezia fu tra i fondatori della Scuola dei Milanesi, mentre a Milano più volte venne annoverato tra i Dodici di Provvisione.
Si sposò due volte: con Giovanna Settala, morta nel 1380-81 e con Flora de Liprandis (sposata nel 1386) che gli sopravvisse, ricevendo in eredità alcuni legati testamentari.
Ciò che maggiormente ebbe a segnare gli ultimi anni di vita di questo mercante fu però la partecipazione alla Fabbrica del Duomo di Milano. In occasione del giubileo dell'anno 1390, egli volle legare alla costruzione della cattedrale. Non avendo prole, con suo testamento e successivo codicillo del 26 luglio 1393, nominò suo erede universale la Fabbrica del Duomo, divenendone così, data l'entità del suo patrimonio - valutato allora ben 35.000 ducati e che oggi corrisponderebbe a circa 30 milioni di euro - il più grande benefattore di tutti i tempi. 
Alla sua morte, la Fabbrica tributò a questo suo benefattore onori speciali, organizzando il trasporto della salma da Venezia a Milano dove inizialmente fu sepolto nella chiesa di San Babila ed in seguito nel camposanto vicino al Duomo, in un sarcofago realizzato da Filippino degli Organi da Modena e da Jacopino da Tradate. Con parte della sua eredità, nel 1395 si decise di avviare la costruzione della prima delle 135 guglie del Duomo, completata nel 1404 e sormontata dalla statua di san Giorgio realizzata da Giorgio Solari con le fattezze del duca Gian Galeazzo Visconti, guglia che ancora oggi è indicata come la Guglia Carelli.